# République du Congo aux Jeux paralympiques
La République du Congo (RC) participe aux Jeux paralympiques depuis les Jeux d'été de 2016 à Rio de Janeiro. Pour sa première participation, le pays envoie un seul athlètes prendre part aux épreuves d'athlétisme. Il s'agit de Chris Bardy Bouesso qui participe aux épreuves de lancer du javelot et du disque ,.